# リンカーン・ナビゲーター
ナビゲーター（NAVIGATOR）はフォードが製造、リンカーンブランドで販売している自動車である。

## 概要
フォード・エクスペディションをベースとして開発されたナビゲーターは1998年にデビューし大ヒットを記録。2001年にはアメリカの大型SUV市場の実に4割がナビゲーターによって占められていた。ナビゲーターのヒットに気を良くしたフォードは、高級ピックアップのブラックウッドと高級ミッドサイズSUVのアビエーターを相次いで投入したが、いずれも失敗に終わっている。

## 歴代モデル

### 初代 UN173型（1997年 – 2002年)
1997年に1998年モデルとして発売が開始された。基本的に高級SUVということでフル装備である。エアバッグは運転席のみ標準。助手席はオプションで、ABS・4WD・3列シート・オートドライブ・ヒーター付き本革シートを装備。ただし、サンルーフはオプションで、キセノン（ディスチャージ）ヘッドライトは装備していない。
ダッシュボードやセンターコンソールは曲面で構成されており、この年代の多くの米国製SUV同様、デザインは流麗だがクオリティも同様のレベル。ステアリングは各種スイッチ付1本スポークで上下に付くウッドとレザーのコンビハンドル。オーディオはCD付だが、日本国内向け仕様は日本製の社外オーディオ各種（CD・MD・HDDナビ）である。
シートは1列目の運転席及び助手席の後部ポケットは蓋付と網の2種類がある。センターコンソール後部にエアコン、オーディオのスイッチがあり、2列目からでも操作できイヤホンも接続可能。2列目はキャプテンシート仕様の場合、中央に大きな曲面のセンターコンソールが付く2人掛けで、ベンチシート仕様だと3人掛けである。3列目は取り外しができる。シートそのものはヒーターが付いており、ボリューム感のあるソファータイプ。ゆったり走るには向いているが、体格の良い人が過走行したり、荒く扱われた車両では革のシワ、スレ、傷みやヘタリが出ているので、走行距離と比較して注意が必要である。
左ハンドル仕様のみで、トランスミッションは4速コラムオートマチック（AT）。アルミホイールは17インチの5本スポークである。バックドアは狭いところでも小荷物の出し入れができるように、窓のみの開閉もできる。
V8エンジンは縦置きに搭載したマルチインジェクション方式でフルタイム四輪駆動。サスペンションは前後ともスタビライザー付で、フロントがトーションバースプリング、リアが固定軸エアスプリング方式となる。ブレーキ型式はサーボアシスト付のフロントがベンチレーティッドディスクでリアはディスク。
1999年には、小マイナーチェンジでV8 DOHCエンジンとなり、300 PSに出力アップ、アルミホイールが6本スポークになる他、仕様が変更されている。

### 2代目 U228型（2002年 – 2006年)
2003年に第2世代となる。外装はライト、グリル、ドアミラーなどが大型化され、見た目もさらに迫力が増した印象で、高級感と共に押し出しも高まった。前後バンパーやボンネット、フェンダー、バックドア、テール、などに大がかりな変更となった。内装もインパネやダッシュボード、センターコンソール、ドア内張りやシート、大幅にデザインが直線基調に変更された。センターコンソールの前後およびドリンクホルダー部分がシルバー塗装された。ステアリングは各種スイッチ付4本スポークで上部のみウッド付のコンビハンドルとなり、高級感が高まった。メーターはトヨタ・セルシオと同様の自発光式で木目も増え内装のクオリティが向上した。シートも曲面ソファー風から欧州車風な直線基調に変わり、エアシートが採用された。3列目はパワーサードシートでバックドアもパワーゲート付。しかし運転席、助手席のシートバックポケットのフタは省略された。
センターコンソールにはオーディオ部分にエンブレム付のシルバー塗装のフタが付いた。トランスミッションは4速フロアATとなり、ガングリップタイプでブーツ付のスポーティな仕様に大幅に変更された。純正アルミは8本スポーク。日本ではアルティメイトというグレードが多数流通している。
2004年に電子制御のロールスタビリティコントロール付となった。
2005年にマイナーチェンジが実施され、外装はフロントバンパー内蔵のフォグランプが丸型から角型になり、ドアパネルのデザインなどが仕様変更された。エンジンは5.4 L V8 SOHC3バルブに換装され、トランスミッションがZF製の6速ATに進化した。内装もATシフトレバーがT字型になり、シフトブーツは廃止された。北米では音響起動型DVDによるナビシステムや、THXのオーディオシステム、後部席用DVDモニターも追加装備された。
日本国内に流通している色は、外装黒/内装ベージュが多く、次に外装黒/内装グレー革や外装白/内装ベージュで、他にもゴールド/ベージュや黒/黒革など、他の色も存在する。なおフロントバンパー下部とランニングボード部は未塗装の樹脂素材となるが、モノトーンパッケージという、未塗装部分に加えてフロントグリル周りをカラード化された同色仕様もある。しかし、ユーザーのカスタムペイントによる同様の仕様も多数流通している。この年式のグレードはアルティメイトリミテッドが多い。

### 3代目 U326型（2006年 - 2017年）
2006年2月発表。シャシは11代目F150/250のものとなり、剛性が向上した。当モデルからエクスペディションELと同様のロングホイールベース版、「ナビゲーターL」がラインナップに加わった。外観はMKZで導入された新スタイルとなり、フロント回りをはじめ大幅にデザインが変更され、内装も一新された。ドア内張りには全面にライトウッドパネルが貼られ、ダッシュボードもさらに直線的なデザインとなり、時計まで四角形になった。3列目シートの電動収納操作が頭上の左アームからサイドアームに変更された。オーディオも北米仕様では、ウーファー付きの6連CDチェンジャー付き14スピーカー付き。アロイホイールはメッキ仕上げの14本スポークとなった。
四輪駆動システムは電子制御多板クラッチ式のコントロールトラック（ControlTrac）であるが、Auto モードのみ、トランスファーはローレンジが廃止された。トランスミッションは6速フロアオートマチックで、セレクトノブはショートタイプのガングリップとなった。エンジンは従来と同じ5.4L V型8気筒SOHC3バルブで、最高出力224 kW（304 PS）/5,000 rpm、最大トルク495 Nm（50.5 kgf-m）/3,750 rpmを発揮する。
外板色はタキシードブラック、ダークアメジスト、ダークブルーパール、アロイ（グレー）、ヴィヴィッドレッド、ホワイトプラチナム（パール白）、シルバーチ（銀）、ホワイトチョコレート（白）で、内装色はチャコールブラック（黒革）、ストーン（グレー）、キャメル（ベージュ）の設定となっている。
2014年2月、シカゴオートショーにてフェイスリフトを受けた2015年モデルが発表された。内外装が大幅に変更されたほか、エンジンが3.5L V型6気筒「エコブースト」直噴ツインターボに換装された。これにより最高出力が380 hp/5,250 rpm、最大トルクが460 lb-ft/2,750 rpmに引き上げられるとともに、燃費が市街地16 MPG/高速22 MPG（標準ボディ4x2の場合。従来型は12 MPG/17 MPG）と改善した。

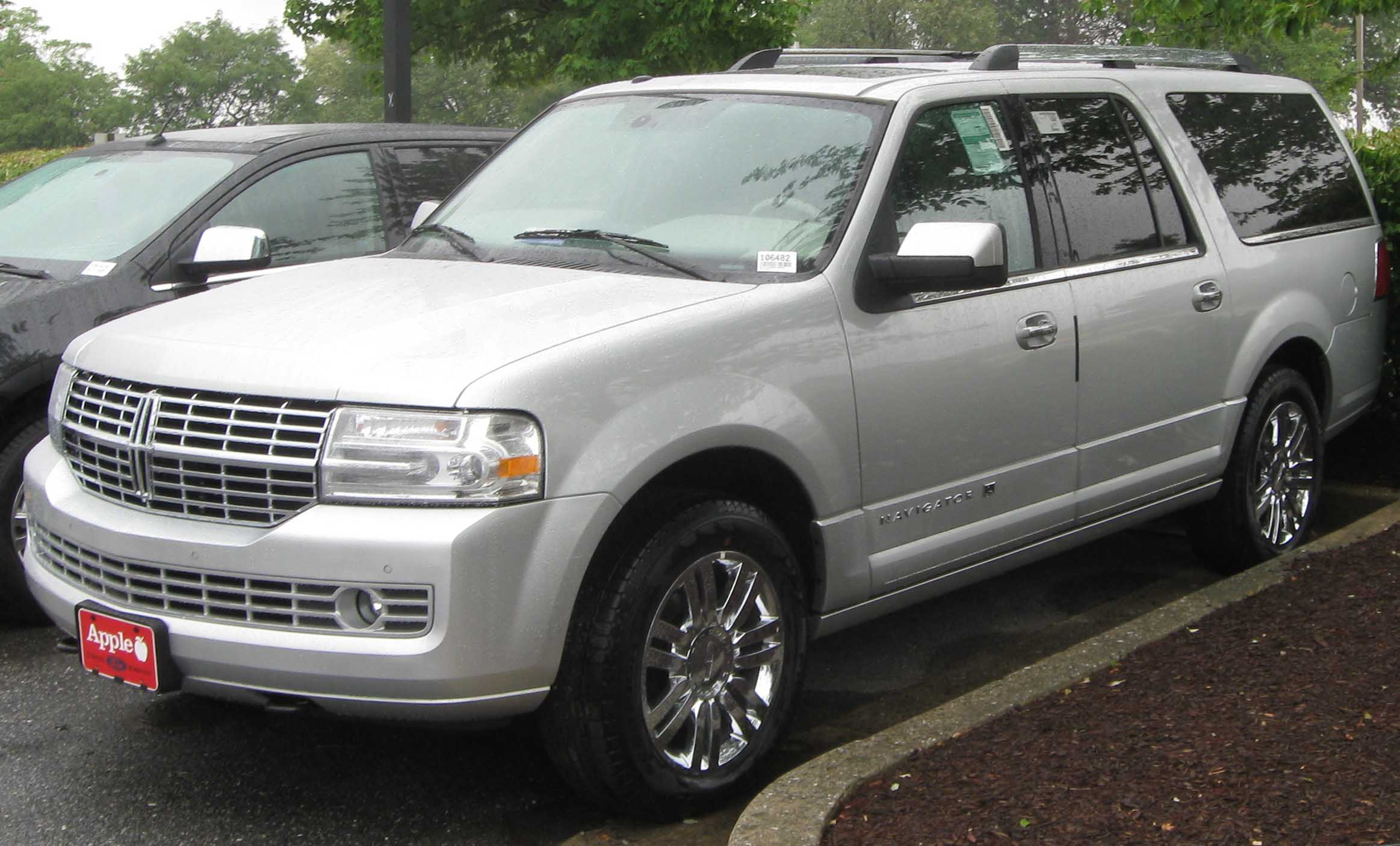
ナビゲーターL
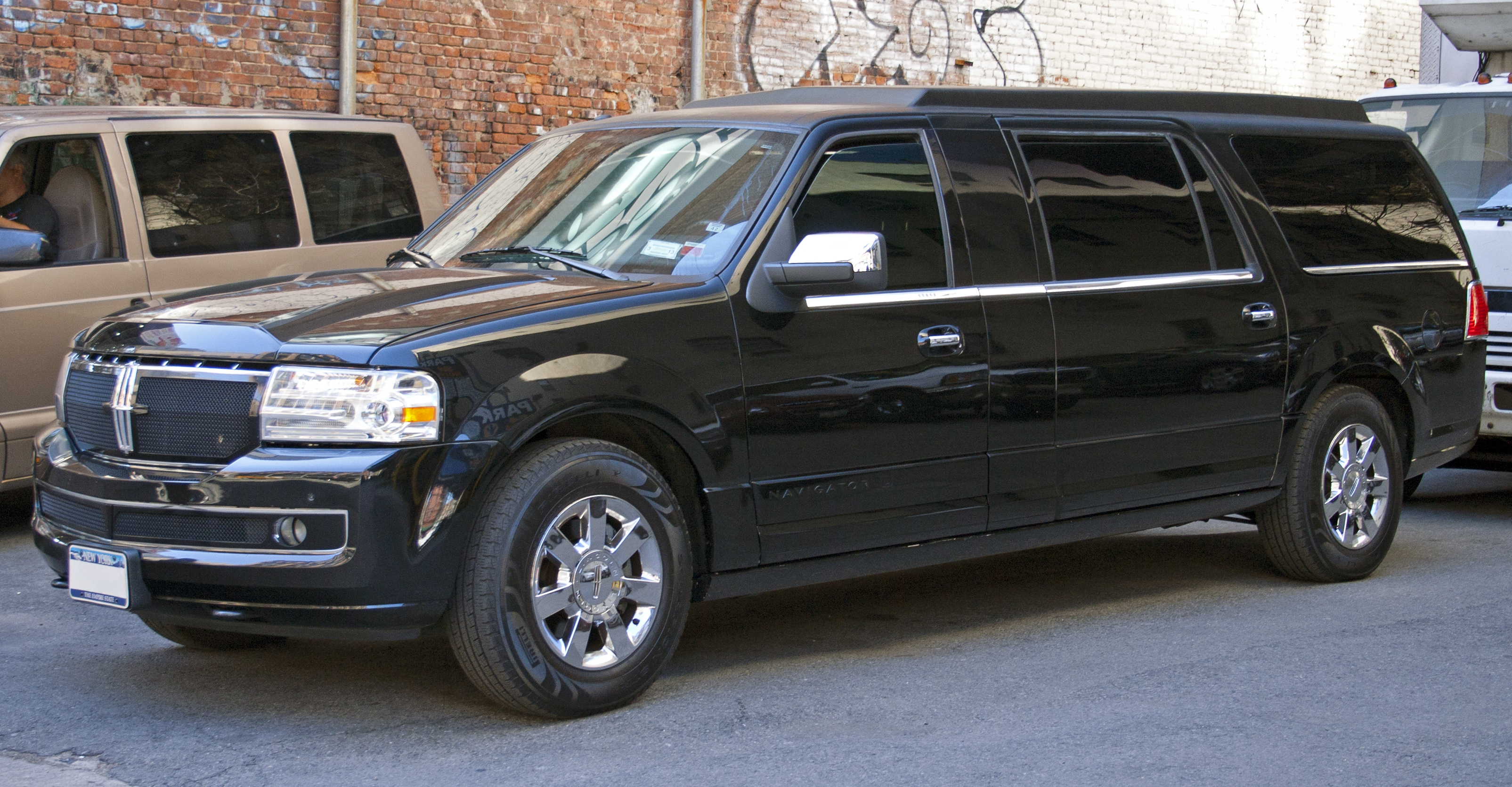
ナビゲーターLベースのストレッチリムジン
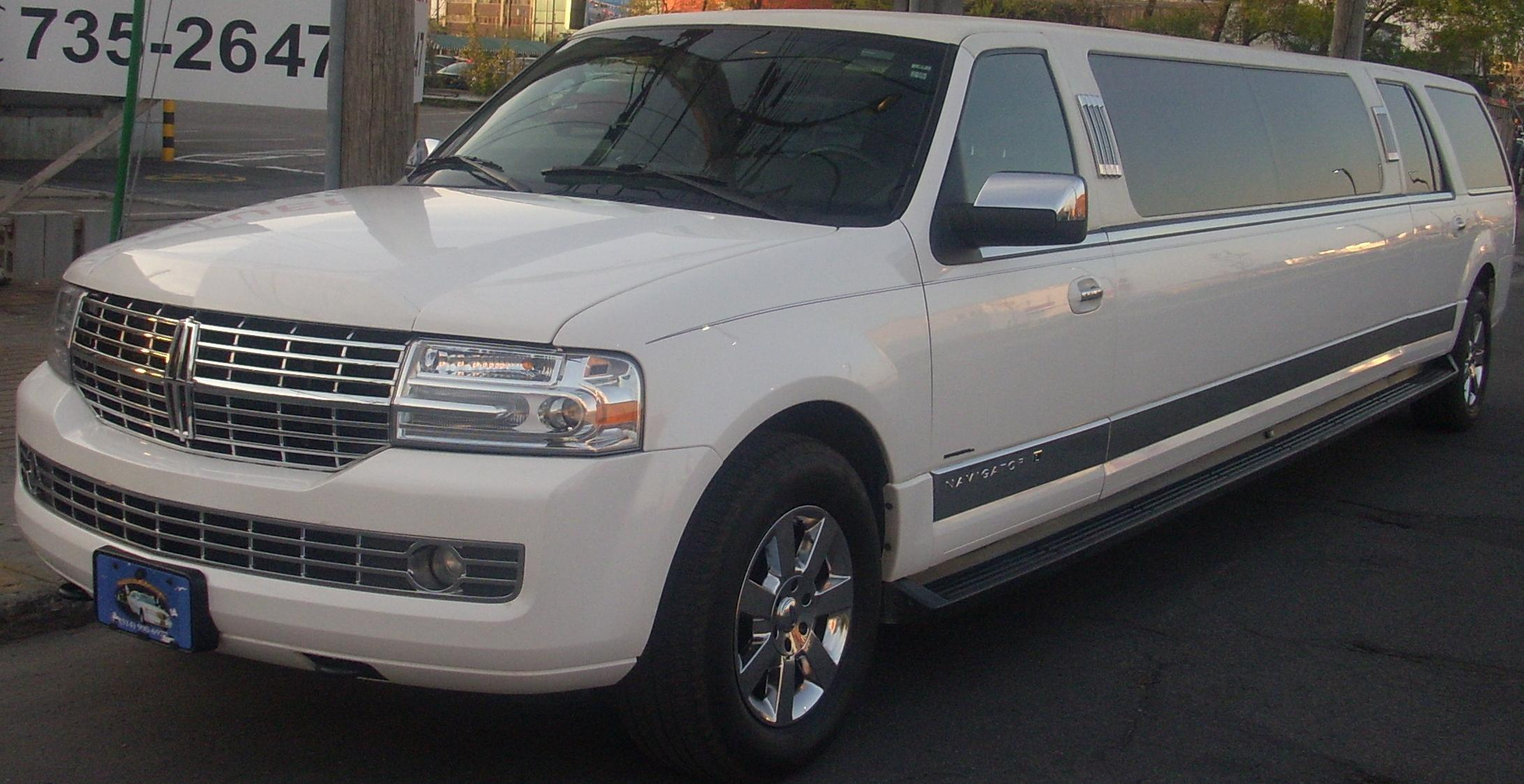
ナビゲーターLベースのストレッチリムジン

### 4代目 U554型（2017年 - 2024年）
2016年12月のロサンゼルスオートショーにて4代目モデルのコンセプトカーが公開、2017年4月のニューヨーク国際オートショーにて4代目モデルが発表された。歴代と同様に、エクスペディションとF-150が姉妹車で、ラインナップとして標準モデルとロングホイールベースモデルが設定された。
車体は、スチール製ラダーフレームとアルミニウム製ボディによって構成され、大幅な軽量化と高い剛性の確保を実現した。
4代目のナビゲーターは2017年型のリンカーン・コンチネンタルのスタイリングを採用した事で、ナビゲーターのエクステリアスタイリングに大きな変化が見られた。

#### シャシ
4代目のナビゲーターは、U554のコードネームで開発されたフォードT3プラットフォームが採用されている。ボディオンフレーム構造を継承し、2015年型フォード・F-150と並ぶリンカーン・ナビゲーター（およびフォード・エクスペディション）のエンジンを搭載している。4輪独立懸架構造を踏襲し、リアサスペンションのレイアウトを変更した。フォード・F-150ラプター同様、450馬力のツインターボ3.5LエコブーストV6エンジンを搭載する（エコブーストの名称の使用は終了している）。リンカーンが販売した最高出力エンジンである3.5LV6には10速ATが組み合わされる（従来の6速ATから変更）。

#### ボディ
2016年のニューヨーク国際オートショーで発表されたナビゲーターのコンセプトカーをマイナーチェンジして生産を開始した（オートショー展示車の仕様だったガルウイングドアや階段式のランニングボードは採用されていない）。2018年型のナビゲーターは、ヘッドライト、テールライト、サイドベントのスタイル、中央にリンカーン・スター・エンブレムを配した大きな長方形のフロントグリルなど、2017年型のコンチネンタルからいくつか外観の特徴を採用している。フォード・エクスペディションとルーフラインやサイドドアを共有しながらも、レンジローバー同様、B、C、Dピラーが黒く塗られ、フローティングルーフ（屋根が浮いて見える）効果を発揮している。
2015年のフォード・F-150と同様、第4世代ナビゲーター（およびフォード・エクスペディション）のボディは、アルミボディ構造へのシフトの一環として設計されており、鉄の使用は主にシャシーのフレームレールのみに集中している。先代より200ポンド近く軽量化された4代目ナビゲーターは、標準ホイールベースの構成で3インチ、ロングホイールベースのLでは1インチ近く増加している（リンカーン・マークLTピックアップを除きリンカーン史上最長のホイールベースとなっている）。全長は両モデルとも約0.5インチ短縮されている。
リンカーン・コンチネンタルとも共通する2018年型のリンカーン・ナビゲーターのダッシュボードは従来のコンソール（またはコラム）に取り付けられていたシフトレバーを、ダッシュボードに取り付けられたボタンとパドルシフトに変更した。4代目ナビゲーターはモデルラインで初めて、12インチの再構成可能なインストルメントクラスターとともにヘッドアップディスプレイを装備している。

#### グレード
4代目ナビゲーターは、2015年のマイナーチェンジで導入されたグレードラインを踏襲しており、2018年型では「プレミア」が標準、「セレクト」がミッドレベル、「リザーブ」が最上級レベルとなっている。
コンチネンタルの復活とともに、4代目ナビゲーターはリンカーン・ブラックレーベル・シリーズのデビューを果たした。内装や外装が特別にコーディネートされたシリーズで、1970-80年代のリンカーン・コンチネンタルのデザイナーシリーズと同様、ナビゲーターには3つのブラック・レーベルテーマが設定されている。「シャレー」「デステネーション」「ヨット・クラブ」の3つのテーマで販売されている。基本価格は約95,000ドルで、フォード・モーター・カンパニーがこれまでに販売した車の中でフォード・GTを除いて最も高価な車である。

## 将来の計画

### リンカーン・ナビゲーター・エレクトリック
2021年5月、リンカーンは、二次電池式電気自動車のナビゲーターの開発を行っている事を発表した。生産時期については発表されていない。

## 受賞
2018年1月14日、リンカーン・ナビゲーターは2018年北米国際オートショーでトラック・オブ・ザ・イヤーを受賞した。リンカーン車が同賞を受賞したのは初めてであり、また、このセグメントのアメリカ製高級スポーツ・ユーティリティ・ビークルとしては初の受賞となった。

## 日本における販売
当初ナビゲーターは日本に正規輸入されず、全て並行輸入（型式不明）車となっていたが、2008年5月21日にフォード・ジャパン・リミテッドより3代目の正規輸入を行なう旨の発表と同時に販売を開始した。
並行輸入車については新車並行の北米仕様、南米仕様、一部では中東からの中古並行など出所不明のものもあり、維持管理面でさらに知識が要求される。